# Università di Opole
L'Università di Opole (in polacco: Uniwersytet Opolski) è un'università pubblica della città di Opole.

## Storia
L'università venne fondata nel 1994 dall'unione di due istituzioni d'istruzione parallele.

## Struttura
L'università è organizzate nelle seguenti facoltà:
- Chimica
- Economia
- Filologia
- Giurisprudenza e gestione aziendale
- Matematica, fisica e informatica
- Scienze della tecnica e naturali
- Storia e pedagogia
- Teologia